# Tewa Lodge
Le Tewa Lodge est un motel américain à Albuquerque, dans le comté de Bernalillo, au Nouveau-Mexique. Construit en 1946 dans le style Pueblo Revival, il est inscrit au New Mexico State Register of Cultural Properties depuis le 3 avril 1998 ainsi qu'au Registre national des lieux historiques depuis le 11 juin 1998.